# 핀워치
등록협회 핀워치(Finnwatch ry)는 핀란드의 시민단체다. 다국적 대기업의 생태, 사회, 경제적 책임을 묻는 것이 주 업무다. 다국적 기업의 책임을 묻는 데 집중하는 핀란드의 시민단체다. 핀란드의 개발지원단체, 환경단체, 노동조합들이 그 배후에 있다. 가맹 조직으로는 개발원조용역센터(KePa), 핀란드 노동조합연대센터(SASK), 지구의 벗 핀란드지부, 자본이동에 대한 조세부과를 위한 시민운동협회 핀란드지부 등이 있다.
핀워치는 핀란드 소재 기업 또는 핀란드와 긴밀한 관계에 있는 외국 기업이 개발도상국에서 하는 짓을 감시한다. 이런 감시 결과에 바탕한 연구로 핀워치는 기업의 책임을 공론화하고 핀란드와 EU의 기업책임 정책에 영향을 끼친다.
핀워치는 시민단체들과 노동조합들의 합작 프로젝트로서 2002년 11월 1일 출범했고, 2009년 별도 법인으로 등록하여 2010년 가을부터 독자적으로 활동하기 시작했다.
핀워치는 스웨덴의 스베드워치, 노르웨이의 노르워치, 덴마크의 단와치와 긴밀한 협조 관계에 있다.